# Косулинский район
Косулинский район — административно-территориальная единица в составе Уральской и Курганской областей, существовавшая в 1923—1925 и 1944—1956 годах. Центром района до 1948 года было село Косулино, после — село Долговка.
Косулинский район был образован в составе Челябинского округа Уральской области в ноябре 1923 года. В состав района вошли сельсоветы Белоноговский, Вехотовский, Костылевский, Косулинский, Кузьминовский, Сетовский, Становской, Черноборский и Чистовский.
В августе 1925 года Косулинский район был упразднён, а его территория передана в Долговский район.
Косулинский район был восстановлен в составе Курганской области 24 января 1944 года путём выделения из Куртамышского района. В состав района вошли Белоноговский, Долговский, Жуковский, Косулинский, Костылевский, Кузьминовский, Масловский, Ольховский, Пепелинский, Рыбновский, Черноборский и Чистовский с/с.
В апреле 1949 года центр Косулинского района был перенесён из села Косулино в село Долговка.
14 июня 1954 года был упразднён Пепелинский с/с.
8 мая 1956 года Косулинский район был упразднён, а его территория в полном составе передана в Куртамышский район.